# Naranjo de Matalacas
Naranjo de Matalacas es un caserío peruano ubicado en el distrito de Lagunas, perteneciente a la provincia de Ayabaca del departamento de Piura, al norte del Perú. 

## Ubicación
Naranjo de Matalacas se ubica al centro de la provincia de Ayabaca, en el distrito de Lagunas, en el departamento de Piura.

## Demografía
En 2017 Naranjo de Matalacas tenía una población de 67 habitantes.